# Borso Correggio
Borso Correggio va néixer el vers el 1450 i va ser fill de Manfredo I Correggio i Agnese Pio. Va ser comte sobirà de Correggio el 1476 a la mort del seu pare, obtenint el diploma imperial el 27 de maig de 1517, que el reconeixia comte de l'imperi. Va ser també senyor de Campagnola, Rossena i Fabbrico, i senyor de Scurano i Bazzano.
Patrici de Parma i Venècia.
El 1485 va obtenir el privilegi del rei d'Hongria de quarterar el seu blasó amb els dels Hunyadi i va ser cavaller del rei d'Hongria el 1487.
Va ser capità de l'exèrcit del duc de Ferrara el 1476.
Conseller de duc de Milà (1484), ambaixador del duc de Milà a Hongria (1485), ambaixador del duc de Milà a Hongria el 1485, ambaixador del duc de Milà a Ferrara el 1487.
Va morir a Correggio el desembre del 1503. Estava casat amb Franziska von Brandenburg i va tenir dos fills i quatre filles: Manfredo II Correggio, Gianfrancesco II Correggio, Agnese, Caterina, Margherita i Maddalena.